# Liste der Baudenkmale in Tantow
In der Liste der Baudenkmale in Tantow sind alle Baudenkmale der brandenburgischen Gemeinde Tantow und ihrer Ortsteile aufgelistet. Grundlage ist die Veröffentlichung der Landesdenkmalliste mit dem Stand vom 31. Dezember 2022.

## Baudenkmale in den Ortsteilen
In den Spalten befinden sich folgende Informationen:
- ID-Nr.: Die Nummer wird vom Brandenburgischen Landesamt für Denkmalpflege vergeben. Ein Link hinter der Nummer führt zum Eintrag über das Denkmal in der Denkmaldatenbank. In dieser Spalte kann sich zusätzlich das Wort Wikidata befinden, der entsprechende Link führt zu Angaben zu diesem Denkmal bei Wikidata.
- Lage: die Adresse des Denkmales und die geographischen Koordinaten. Link zu einem Kartenansichtstool, um Koordinaten zu setzen. In der Kartenansicht sind Denkmale ohne Koordinaten mit einem roten beziehungsweise orangen Marker dargestellt und können in der Karte gesetzt werden. Denkmale ohne Bild sind mit einem blauen bzw. roten Marker gekennzeichnet, Denkmale mit Bild mit einem grünen beziehungsweise orangen Marker.
- Bezeichnung: Bezeichnung in den offiziellen Listen des Brandenburgischen Landesamtes für Denkmalpflege. Ein Link hinter der Bezeichnung führt zum Wikipedia-Artikel über das Denkmal.
- Beschreibung: die Beschreibung des Denkmales
- Bild: ein Bild des Denkmales und gegebenenfalls einen Link zu weiteren Fotos des Baudenkmals im Medienarchiv Wikimedia Commons

### Damitzow
| ID-Nr.                           | Lage                                                        | Bezeichnung                                     | Beschreibung | Bild                                            |
| -------------------------------- | ----------------------------------------------------------- | ----------------------------------------------- | --- | ----------------------------------------------- |
| 09130685                         | Damitzower Straße (Lage)                                    | Gutsanlage, bestehend aus Gutshaus und Gutspark | Das Gutshaus stammt im Ursprung aus dem 17. Jahrhundert. Das Haus wurde 1850 umgebaut.                                                                                    | Gutsanlage, bestehend aus Gutshaus und Gutspark |
| 09131857 Teilobjekt zu: 09130685 | (Lage)                                                      | Herrenhaus                                      | | BW                                              |
| 09131858 Teilobjekt zu: 09130685 | (Lage)                                                      | Gutspark                                        | | BW                                              |
| 09130855                         | Damitzower Straße (Lage)                                    | Kastanienallee mit Pflasterung und Baumreihen   | | Kastanienallee mit Pflasterung und Baumreihen   |
| 09132230                         | Damitzower Straße 13, 13a, 14, 14a, 14b, 14c, 20, 21 (Lage) | Zwei Gutsarbeiterhäuser mit Nebengebäude        | Die Häuser befinden sich am östlichen Ende des Ortes. | BW                                              |
| 09132231 Teilobjekt zu: 09132230 | Damitzower Straße 13, 13a, 14, 14a, 14b, 14c, 20, 21 (Lage) | Gutsarbeiterhaus                                | Es ist das westliche Haus. | BW                                              |
| 09132232 Teilobjekt zu: 09132230 | Damitzower Straße 13, 13a, 14, 14a, 14b, 14c, 20, 21 (Lage) | Gutsarbeiterhaus                                | Es ist das westliche Haus. | BW                                              |
| 09130684 Wikidata                | Damitzower Straße 23 (Lage)                                 | Kirche                                          | Die evangelische Kirche stammt im Ursprung aus dem 13. Jahrhundert. Der Turm wurde 1694 erbaut. Im Inneren befindet sich ein Grabstein der Familie v. Rehberg.            | weitere Bilder                                  |
| 09132068 Teilobjekt zu: 09130684 | (Lage)                                                      | Grabplatte / Epitaph                            | Die Grabplatte stammt aus der Zeit von 1369 bis 1370. Gewidmet ist diese Grabplatte Gertrud und Berta von Rehberg. Im Jahre 1945 wurde die Grabplatte teilweise zerstört. | BW                                              |

### Keesow
| ID-Nr.   | Lage | Bezeichnung     | Beschreibung | Bild               |
| -------- | ---- | --------------- | ------------ | ------------------ |
| 09130686 | ()   | Kirchhofsportal |              | ein Bild hochladen |

### Schönfeld
| ID-Nr.                           | Lage                  | Bezeichnung                               | Beschreibung                                      | Bild                                      |
| -------------------------------- | --------------------- | ----------------------------------------- | ------------------------------------------------- | ----------------------------------------- |
| 09130626 Wikidata                | (Lage)                | Kirche                                    |                                                   | weitere Bilder                            |
| 09131094 Teilobjekt zu: 09130626 | ()                    | Orgel                                     |                                                   | ein Bild hochladen                        |
| 09130971                         | Hauptstraße 10 (Lage) | Pfarrgehöft mit Wohnhaus und Stallgebäude |                                                   | Pfarrgehöft mit Wohnhaus und Stallgebäude |
| 09130972 Teilobjekt zu: 9130971  | Hauptstraße 10 ()     | Stall                                     | Der Stall befindet sich auf der rechten Hofseite. | ein Bild hochladen                        |

### Tantow
| ID-Nr.            | Lage              | Bezeichnung | Beschreibung | Bild           |
| ----------------- | ----------------- | ----------- | --- | -------------- |
| 09130785 Wikidata | Dorfstraße (Lage) | Kirche      | Die Gutskapelle wurde von 1857 bis 1859 erbaut. Der Entwurf wurde von Stüler erstellt. Es ist ein Saalbau aus Backstein. Im Jahre 2000 wurde die Kirche renoviert. Im Inneren befindet sich ein Figurengrabstein aus Jasenitz. | weitere Bilder |
| 09130683          | Dorfstraße (Lage) | Park        | | Park           |